# Kozaki
Kozáki je naziv za skupino več ljudi, ki živijo na južnih stepah Vzhodne Evrope in Azijske Rusije, ki so poznani po samozadostnosti in vojaški spretnosti, še posebej v konjeništvu. Kozak je tako lahko pripadnik take skupine oz. pripadnik kozaške vojaške enote, ki pa je druge narodnosti.
Sama beseda izhaja preko ukrajinskega kozak iz turškega kazak, ki pomeni pustolovec oz. svobodni človek. Izraz je bil prvič zapisan v Codex Cumanicus iz leta 14. stoletja.
Večje pozornost so kozaki vzbudili sredi 17. stoletja, ko so se uprli proti Poljsko-litovski skupnosti. Njihov upor je temeljito spremenil geopolitično dogajanje v Vzhodni Evropi.
Danes se med 3,5 in 5 milijonov ljudi po svetu čuti povezane s kozaško kulturno identiteto, čeprav večina, še posebno v Rusiji, nima povezav z resničnimi kozaki, saj se je njihova kultura skozi čas močno spremenila. Kozaške organizacije delujejo v Ukrajini, Belorusiji, Kazahstanu, Kanadi, Rusiji in Združenih državah Amerike.

## Zgodovina

### Začetki
Prazgodovina kozakov, ki so slovanskega porekla, je območje med Dnestrom in Volgo. Prvi zapisi o skupnostih na tem področju izvirajo iz leta 1261. Posledično so se ti Slovani razselili v različne smeri, dokler se niso do nekako 17. stoletja oblikovale različne skupine, ki so sestavljale krhko federacijo. Te skupine so bile:
- Donski kozaki
- Terski kozaki
- Uralski kozaki
- Sibirski kozaki
- Ukrajinski kozaki
- Poljski kozaki
- Tatarski kozaki (Nağaybäk)

Posledično so se te osnovne skupine delile še na manjše skupnosti.
Nekatere države (npr. Republika obeh Narodov) so ustanovile posebne vojaške enote lahke konjenice, ki so jih organizirale po zgledu kozakov in jih tako tudi poimenovali.

### Carska Rusija
V začetku 20. stoletja so v Ruskem imperiju živele naslednje registrirane skupine kozakov:
- Donski kozaki (ustanovljeni leta 1570)
- Uralski kozaki (1571)
- Terski kozaki (1577)
- Kubanski kozaki (1696)
- Orenburški kozaki (1744)
- Astrahanski kozaki (1750)
- Sibirski kozaki (18. stoletje)
- Gorkajsko-linijski kozaki (1753)
- Transbajkalski kozaki (1851)
- Amurski kozaki (1858)
- Semirečenski kozaki (1867)
- Usurski kozaki (1889)

Te registrirane skupnosti so imele priviligiran status, saj so bile oproščene plačevanja davka, v zameno pa so morali moški služiti 20 let (pozneje 18 let) v vojski Ruskega imperija. Tako so pet let služili v posebnih kozaških enotah, preostala leta pa so preživeli v rezervni sestavi.